# Joodse begraafplaats (Tacozijl)
De Joodse begraafplaats 'Tacozijl' (Fries: Joadetssjerkhôf 'Teakesyl') in Friesland is gelegen bij Tacozijl. Ze heeft een oud en een nieuw gedeelte.
Het oudste gedeelte werd omstreeks 1802 ten behoeve van de Joodse gemeenschap in Lemmer aangekocht en lag vlak achter de zeedijk. Omdat de begraafplaats van 0,2 hectare door zijn lage ligging regelmatig overstroomde en daardoor onbruikbaar werd, is door de burgemeester in 1876 een aansluitend hoger gelegen perceel grond geschonken. Daar werd een nieuwe begraafplaats ingericht. Er staan in 2010 op de begraafplaats nog 29 grafstenen. Op het oude gedeelte 21 en op het nieuwe gedeelte 8. De oudste steen dateert van 1817. In 1938 vond de laatste begrafenis plaats.
Op de begraafplaats bevindt zich ook een herinneringsmonument aan het feit dat drie Lemster Joden die in de Tweede Wereldoorlog door de Duitse bezetters werden gedeporteerd, in het vernietigingskamp Auschwitz hun einde hebben gevonden.
In 1989 werd door een groep Lemsters de stichting Joodse Begraafplaats Tacozijl opgericht. Doel was de zwaar verwaarloosde begraafplaats te renoveren. Deze stichting zorgt nog steeds voor het onderhoud. Het beheer is namens de eigenaar het Nederlands-Israëlitisch Kerkgenootschap in handen van It Fryske Gea.

## Afbeeldingen

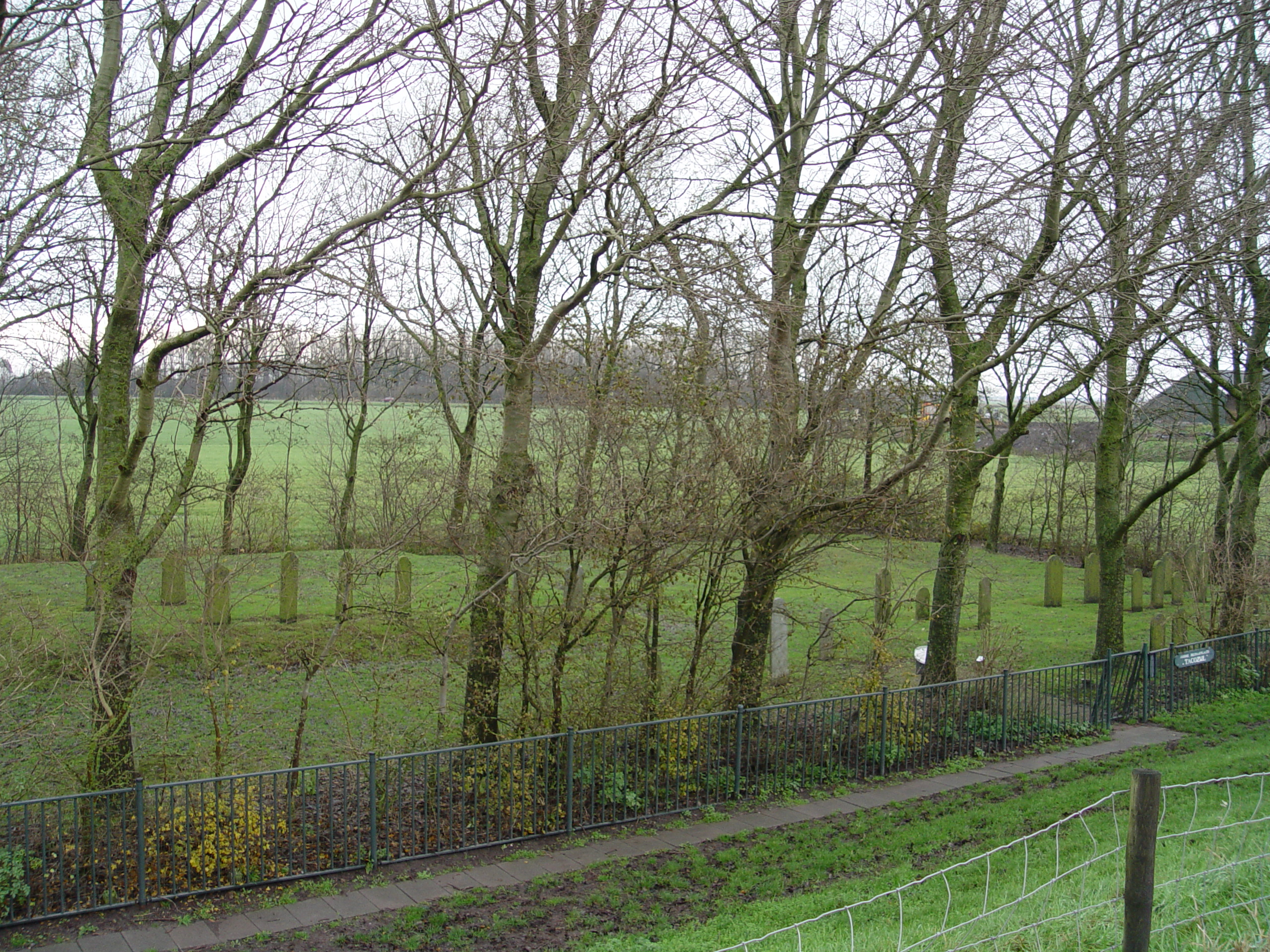
Gezicht vanaf de dijk
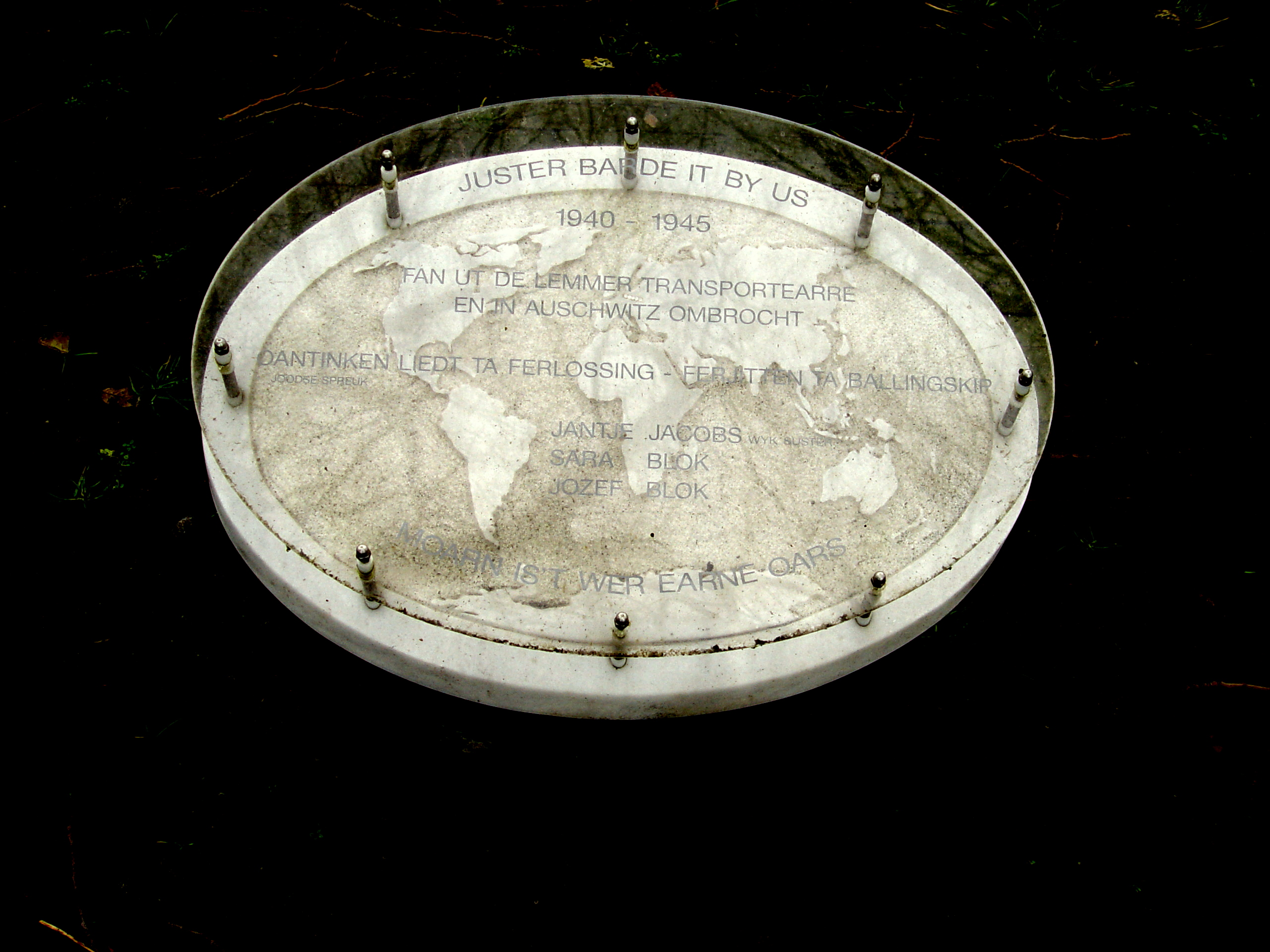
Monument 1940-1945
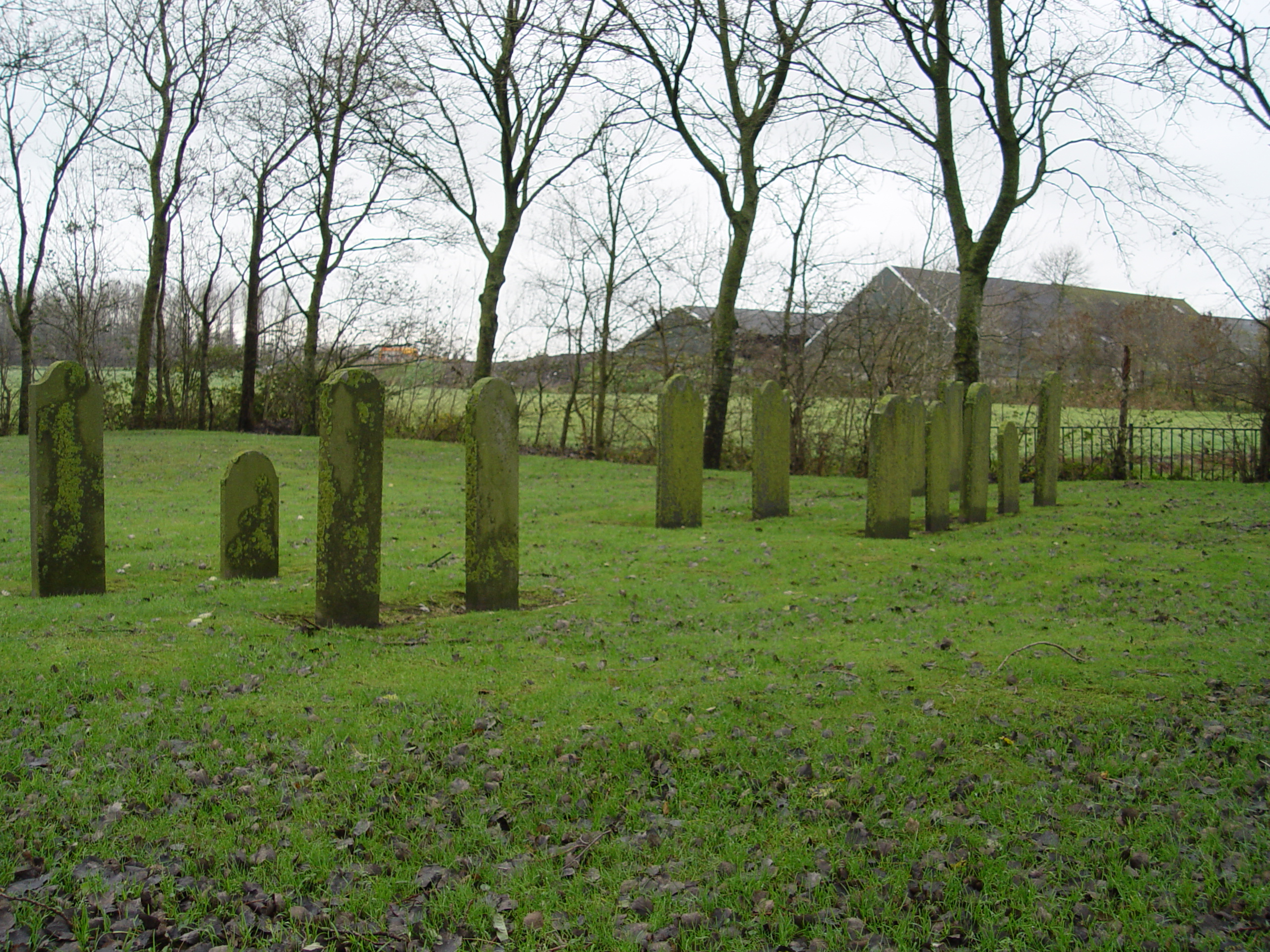
Oude laaggelegen gedeelte
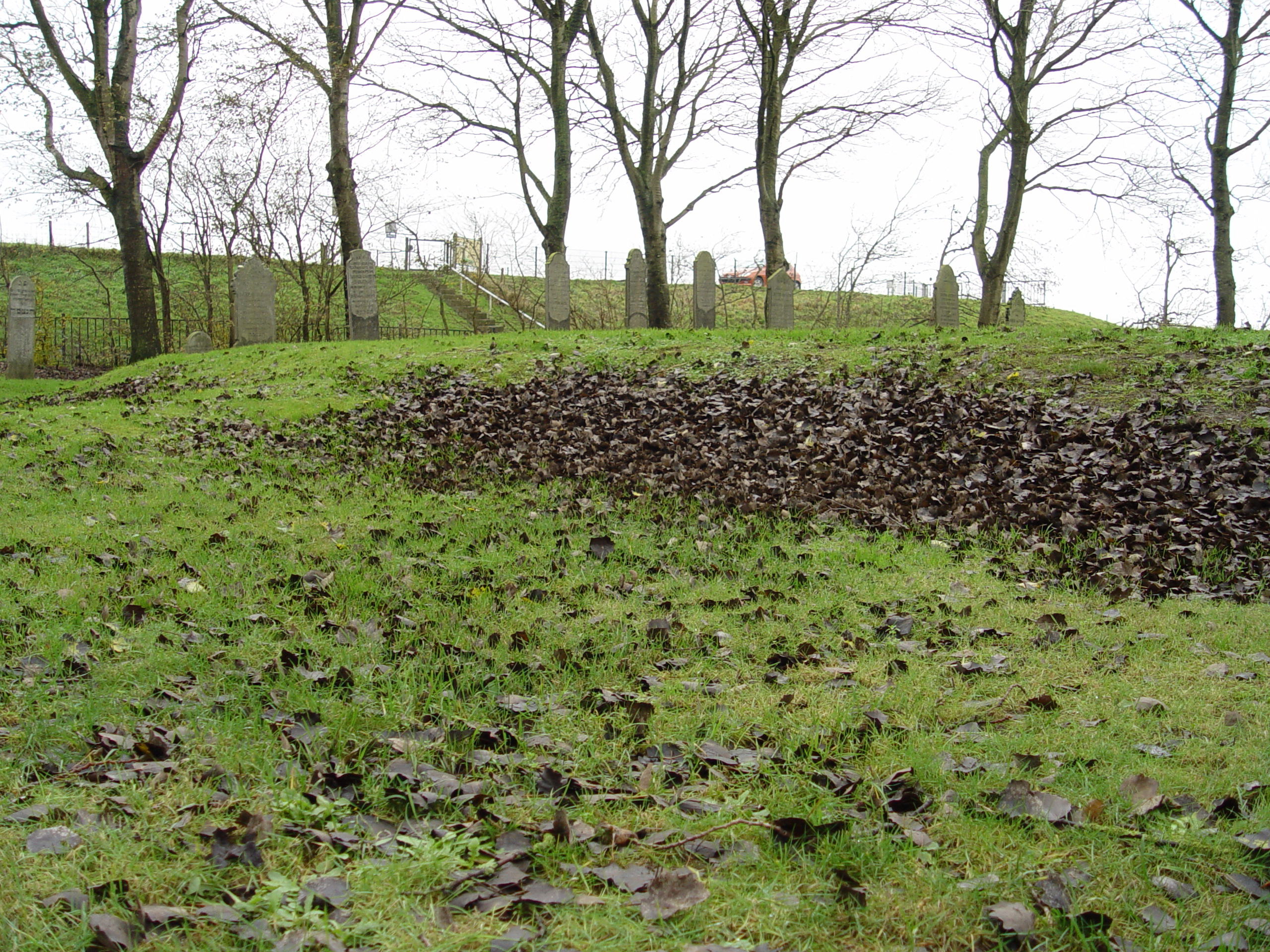
Nieuwe gedeelte